# 這樣算是殭屍嗎？
《這樣算是殭屍嗎？》（日语：これはゾンビですか？，簡稱）是木村心一撰寫，小舞一（こぶいち）、梦璃凛（むりりん）負責插畫的日本輕小說作品，並改編成漫畫和電視動畫。
第20屆Fantasia大賞佳作得獎作品，由《這樣算是殭屍嗎？是的。這是魔法少女》改名而成。2009年12月30日Marine ENTERTAINMENT發行其廣播劇CD。2010年12月下旬分別由台灣角川（台灣香港）、天聞角川（中國大陸）同步發行中文繁體、簡體版。

## 故事簡介
某天晚上，主角相川步遇到銀髮不可思議少女優後，受到不明人士的襲擊而遇害。步被變成殭屍復活後，不斷被捲入事件當中……

## 登場人物

### 主要角色
相川步（暱稱步）（聲：寺島拓篤／間島淳司）
本作的男主角。殭屍並可變身為魔裝少女。還是人類的時候在晚上遇到優，讓他的命運大大改變，被連續殺人魔殺害。死後被優復活成殭屍，充當優的保鑣，並讓她寄住家裡。變成殭屍後，得到肌肉操作、自我再生與不死身的能力。透過肌肉操作，可以將力量提高到600%，動畫版中和夜之王對決時曾以非魔裝少女狀態飆上800%的力量，超過上限身體會無法負荷而崩解。故事開始時遇到春奈，因步奪走了她的魔力轉移到優身上，部分魔力轉到步身上，因而被迫代替她討伐美迦洛。殭屍已經死過一次，就算身體被大卸八塊也不會感到不快（動畫版仍會感到痛楚）。
殭屍非常害怕太陽，被曬到很快就會昏倒。雖然步隱瞞身分繼續過著日常生活，卻無法參加室外課，在教室裡也因座位靠窗，整天都會曬到太陽，因此上課都處在恍神狀態，甚至變成乾屍。
基本上頗關心織戶這個損友，看見織戶被女生當成小丑般的看待，覺得織戶十分可憐。但是看見織戶走過來時，寧願裝死睡著、也不想理他。
變身成魔裝少女後能飛行，可以發揮1000%的力量，但使用超過800%的力量身體會承受不住。由於變身後的服裝和春奈變身時相同，遇到緊急狀態才不得不變身（每次變身都會讓瑟拉覺得很噁心）。在變身成魔裝少女時，力量發揮越多衣服會變的愈可愛。理論上身為魔裝少女可以使用魔法，但因為本人沒有魔法才能，只會使用變出湯或放出太陽光的魔法。
優擅自離家追尋夜之王時，注意到她對自己是不可或缺的存在，打倒夜之王後，向優表明自己的心意，優也用絕對會實現的「言語」發誓會永遠留在步的身邊。
優因為春奈的魔力吸引機而能夠開口說話，卻因為長年沒有表達感情而無法表達出來。步注意這點後，想辦法實現了優參加演唱會的願望，希望能夠成為她回復感情的契機。
在動畫版則是自己暫時接收優的魔力，但是由於一下子就開始妄想而自言自語，導致因為魔力副作用而頭痛得難以忍受，後來更因為魔力的影響以及米斯特汀的幫助而使得在場的女生泳衣全部換成三點式比基尼，後來被瑟拉以腳跟爆頭。
在動畫中，能夠使用一招名為「米斯特汀踢」招式，雖然叫「踢」，但其實是用電鋸砍，因此中招的美迦洛都會說：「這根本就不是踢！」
以魔裝少女型態戰鬥認真起來時，在動畫中右眼會發出紅光。
被平松妙子稱讚腳很漂亮，而娑羅室則是認為步的屁股輪廓很棒（本人卻完全開心不起來）。
在小說中，傲嬌女僕對決贏春奈，友紀，瑟拉，娑羅室，輸給三原，在動畫中和織戶組隊挑戰，步靠自己贏友紀，春奈，瑟拉，優，但對三原沒轍，最後靠織戶的（不是真心）告白，與織戶在傲嬌女僕對決中獲勝。
相川步美
步的女體化姿態，第十一卷登場，造成這個姿態出現的原因是變成最強美迦洛後的織戶在不自覺的情況下，用自己的力量將全世界除了自己以外的男性都變成美少女後造成的（而且這段時間內原本因詛咒而變成大叔的克莉絲也短暫的變回了原樣），變成這個模樣後的步不但外表變成了長髮巨乳（而且似乎比瑟拉的還大）的美少女，連個性也變得十分女性化（而且所有的衣物也都因織戶的力量而變成女裝），最後在織戶自願解除能力的情況下回復原狀（不過其他人都是在這之後不久後就回復，只有步直到十二卷中才回復）。
優克莉伍德·海爾賽茲（暱稱優）（聲：田村由香里／月宮美鳥）
本作主要女主角，動畫裡步妄想的配音－見各話列表
銀色長髮閃爍動人，身穿板甲和金屬手套，有著藍色瞳孔，彷彿像是人偶的少女。來自冥界的死靈法師，把死亡的步變成殭屍的始作俑者。內心喜歡著步。（在小說12集中，因吃了岩燒海苔而大膽的說出了：「我最喜歡步了！」這一番話。）因為對異世界的人來說岩燒海苔等同於毒品（包括冥界人、魔裝少女）。
不開口說話，也不露出感情，因為一旦動情會大幅改變周遭人們的命運，步也是因為這樣才會死亡。
在動畫第11集第一次開口說話，並且在動畫第12集開口唱歌
說出口的話具有強大力量，聽到優說話的人（不能選擇對象），都會被言靈操縱而服從命令，因此她不隨便說話，平常都用筆談表示意見。
她的手可以治病，血液可以讓人長生不老，同時死後力量依舊存在，為此穿著鎧甲抑制魔力，也因此被各種勢力追殺。背負著沉重的力量，所以比任何人都了解生命的可貴。使用能力的代價是自己會受到所治癒的傷痛同等的痛楚，當說的話轉變成力量時，頭就會強烈劇痛。
傳說連冥界之王都會對優磕頭，冥界之王說她是「世界的中心」。夜之王再度出現在她面前時，為了避免將步等人捲入，一度離開他們身邊回到冥界，卻因為懷念能接受自己的場所而回到現世時被夜之王抓到，想讓她殺了自己。夜之王為了讓優失去理智而故意讓她俯瞰美迦洛、魔裝少女與吸血忍者的戰鬥，希望優能因此殺害自己，卻被優給拒絕。後來，在夜之王敗給步之後，優依照他的願望給了他「永遠的死亡」。
雖然擁有強大的魔力，但是戰鬥力低下，曾被京子打昏。
夜之王事件後，認為自己的存在只會為周圍帶來不幸，想趁機離開，和他人保持距離，但步的一席話讓優改變主意，決定誠實面對自己的想法，開口說出想和大家一直在一起。
步從春奈身上奪走的魔力最後會回到優的身上，原本優打算一點一滴慢慢的將魔力還給春奈，春奈卻做出魔力吸引機，把優自己的魔力也一併吸收，說出口的話不再成為現實。和步等人長時間的相處，讓優找到自己想做的事，明知道春奈承受不住優的能力，也沒有馬上回收自己的力量，而是趁機實現自己想在眾人面前唱歌的願望。願望實現後，從春奈身上取回了自己的魔力，取回力量後也變得不能再度開口。在動畫的部分則是由大師提供魔力吸引機，魔力則是轉到步的身上，藉此在舞台上跟春奈一起唱歌。
連洗澡時也是穿著鎧甲。但在第12集裡游泳時僅著手部鎧甲。
當優感受到開心的情緒時，就會使身邊的人包括自己，會遇見最不想遇見的人。
動畫原創也會變身魔裝少女；處女座，年齡不詳，有可能是主角群中最為年長的一位。
會對金屬過敏，胃口很大，不太能吃橘子，因對冥界人來說，橘子白色部分是有毒的，曾因吃橘子沒挑乾淨，還因此生病。
春奈（聲：水原薰／野水伊織）
女主角之一，栗子色及肩長髮的少女，呆毛是她的註冊商標。年齡14歲，身高145公分。
會以「腹黑師」稱優，「樹葉使」稱瑟拉芬，唯一記著名字的只有步一人。
異世界「韋莉耶」瑪特萊茲魔法學校揠苗年助長班學號634526379的學生，能夠輕易理解一切事物的天才。由於什麼事都能夠簡單達成，對一切感到無聊而不去學校上課，不知不覺在學校就跟不上其他人，變成吊車尾的學生。因為請假天數太多，班導建議她參加不用出席也可以得到學分的美迦洛狩獵，因而來到步居住的世界。
使用電鋸型魔裝鍊器「米斯特汀」（動畫版必殺技「米斯特汀踢」）和美迦洛戰鬥。遇到步之後，被步奪走所有魔力(衣服同時也被奪走)，回不了原本世界，也無法變身魔裝少女，因此讓步代替自己變身成魔裝少女來對付美迦洛，並寄住在步的家裡，等待魔力慢慢回復。
靠著步的班導栗須協助完成了魔力吸引機，將優給步的魔力吸走，取回了自己的魔力，卻連優的魔力也一併吸收，得到了優的能力而不能開口說話。
因為無法承受太過強大的魔力而陷入危險狀態，不得不讓優回收她的魔力。在回收魔力時，戴著魔力吸引機的克莉絲趁機奪走了春奈的魔力。
失去魔力而回到最初狀態，但因為親身體會了優痛苦，對她的態度軟化很多。
自尊心很高，無法直率的接受別人的好意，也就是俗稱的傲嬌屬性。被看到裸體而害羞時用來罵人的詞彙非常豐富。
料理技術有專家水準，普通的煎蛋也能做到，令人讚不絕口的程度，但卻不想替自己做料理，在家裡都是步在作飯。
因為是天才，曾經到步的學校擔任代課老師，喜歡相川步，看到步跟其他女生要好就會生氣，本身並未察覺。
戰鬥時無法變身魔裝少女，負責在旁用結界支援，同時能用天才的觀察眼預測對方的行動。
被瑟拉吸完血後，總會全身無力，因有貧血。
無法變身成魔裝少女後，只要遇到美迦洛釋放魔力，或者是他人釋放出的魔力，便會感到害怕。
動畫中的「米絲特汀踢」她是第一個使用的，誤中此招的相川步就吐槽說：「這根本就不是踢！」
瑟拉芬（暱稱瑟拉）（聲：伊藤靜／日笠陽子）
女主角之一，發言辛辣，身材高窕且容貌秀麗少女。平時將長髮束成馬尾。口頭禪是：「很噁心」。
要吸人血時，會先以親吻對方的方式麻醉，然後再吸血。
屬於能夠藉由吸人血獲得年輕與力量的吸血忍者一族。保守派吸血忍者，為了解決首領死亡後延續一百多年的繼承問題，企圖靠著優的力量讓首領復活。由於優沒有意願，瑟拉決定成為步的僕人，留在步的家中（因優認為步已是僕人且不需要2個僕人才委曲求全），等待優改變心意，並保護她免於受到想暗殺她的革新派與其他刺客的傷害。
吸血忍者上層對優感到不耐，下命令要求瑟拉殺她，瑟拉因為下不了手殺害朋友而拒絕執行任務，而和把任務看的比一切重要的吸血忍者敵對。
夜之王事件後，同胞之一的娑羅室替元勳老求情，希望能夠免除她的罪，在場的春奈提出讓瑟拉接受考驗，如果能夠通過就原諒她，被元勳老所接受。
考驗內容是討伐100年前，連實力在瑟拉之上的娑羅室都完全不是對手的傳說之鬼，最強的魔裝少女克莉絲。瑟拉和娑羅室兩人聯手抗敵，卻依舊慘敗。
吸血忍者是得到優血液的人，不定期吸血便會死亡，但吸血後會變成幾乎是不死身的狀態。
料理能力不行，做出來的料理，甚至达到讓步喝一口湯，便到另一境界恐怖之程度。
她的武器是用把葉子變成刀刃的能力所製成，同時葉子本身也是武器。擅長的武技是迅雷不及掩耳的「秘劍·燕返」連擊。
不管发生什么事，总会算到步的头上，常常用话来讥损步。
是個非常正直誠實的人，但是遇到料理一事，就會變的跟原本不同。「因為本人希望能用刀子帶給人們幸福！」
由於吸過魔裝少女的血，可使用春奈開發的魔裝鍊器「王者之劍正宗」變身。
在動畫版跟娑羅室在泳池比賽唱歌；被京子說過：「你只是被相川步束縛。」
瑟拉芬（seraphim）在卡巴拉的天使層級排行 （页面存档备份，存于） 中是大天合唱團（Choir of Angels）第五位。
梅兒·舒特瓏（暱稱友基）（聲：能登麻美子／金元壽子）
女主角之一，將及肩長髮隨意束成一束，活潑健康的少女。成天把「オレ」在嘴邊。
人間社會使用的假名是「吉田友紀」（よしだゆき），卻因為性格像男生，被織戶稱呼「友基」。和步就讀同學校，同年級不同班。
帶著帽子時看起來就像個少年，實際上身材還不錯，步覺得其實友紀的胸部還滿大的。
真實身分是和瑟拉敵對的革新派吸血忍者，能夠操縱火球。對吸血忍者的女性而言，接吻是婚姻的證明，步雖然是不小心親到友紀，但是友紀還是以妻子的身分跟在他身邊。同時，她也是大師好友的女兒，在從前瀕臨死亡時，大師把無法繼續藏在韋莉耶的魔裝鍊器裝到她身上而撿回一條命。步對此魔裝鍊器命名「維涅葛雷特」。
魔裝鍊器會在本人陷入無意識的狀態時發動，能夠使用強大的火焰和冷氣。會自動使用最強等級的魔法，在友紀恢復意識前會半永久的持續動作。
靠著步從首領處得來的戒指（戒指被帶在左手無名指，讓友紀以為是婚戒），能夠有意識的操縱魔裝鍊器，戒指卻被克莉絲搶走，用來控制從優和春奈吸收的魔力。
料理能力普通，卻因為會加入過量的香料和調味料，結果也讓人難以下嚥。
吃東西時總是會拿出，裝著許多香料、油料的袋子，把油料、香料等，加入食物裡。
步認為友紀身上似乎沒有嫉妒心這種東西，能心悅誠服地讚賞了不起的事物、不帶一絲心機。
拜春奈為師，學習廚藝。
沒有什麼常識，時常回答一點莫名其妙的答案。
在動畫中，跟春奈一樣，只要遇到有人問問題就會從宇宙理論說起。
夢想是當新娘。
娑羅室伐底（暱稱娑羅室）（聲：合田彩）
女主角之一，和步同學校的學生，保守派吸血忍者的指揮官，瑟拉的上司，最大的特徵是一頭烏黑長髮、有點平胸。
在學校時使用「星川輝羅羅」（星川 輝羅々）這個假名。
典型的高傲角色，使用水之劍與手裡劍當作武器。實力在瑟拉之上。
在網路偶像界相當知名的「可愛☆輝羅羅」（ラブリー☆輝羅々），外表、歌聲都很棒，加上會穿上別人送的衣服，雖然性格依然高傲，卻依舊深受歡迎。
非常喜歡步屁股的形狀，企圖強吻他並迫婚，暱稱他「My達令」（My Darling），不爽開罵時「My」就換成「混帳」、「垃圾」。搶喝了步的咖啡牛奶而間接接吻。
吸血忍者接近長生不老，年齡已經超過100歲以上。
在步的啟發下，解決了吸血忍者保守派與改革派的內鬨。

### 创游学园的学生
織戶鬥莉王（聲：吉野裕行）
茶色頭髮亂翹，除了戴眼鏡以外沒有特色的步的青梅竹馬，是個一般人。
非常的沒有女人緣，邀請女生去約會總是失敗，而且自我感覺良好，完全沒有發現自己不受歡迎。
順從自己的慾望，替優和春奈準備女僕裝，想看她們穿上後的模樣。非常喜歡女性，記得全校女學生的名字和長相。
相當好色，具有異常的行動力，擅長偶像的情報操作。
腦內妄想非常邪淫。
個性輕浮，步覺得他很煩。
在小說中，傲嬌女僕對決贏友紀，春奈，三原，娑羅室，輸給瑟拉，在動畫中和步組隊挑戰，織戶輸給友紀，春奈，瑟拉，且惹她們不爽，對瑟拉性騷擾而被踢入天花板，但在步對三原時恢復，並對三原（不是真心）告白下，與步在傲嬌女僕對決中獲勝。
織戶的全名，是直到原作小說第11集中才揭露的。因雙親喜歡足球而取名「鬥莉王」。
結果擁有「純真（變態）靈魂」而變成最強美迦洛。
曾被京子當作尋找魔力的傀儡，利用他找到步。
第二季動畫中，步因為變成魔裝少女，加上米斯特汀故障，無法消除大家記憶，織戶也因此受到打擊，曾有段時間沒和步往來。
平松妙子（聲：山口理惠）
步的同班同學，成績名列前茅，是班裏的班長。頭髮束在胸前兩側，個性和善、溫柔的美少女。
不擅長運動，擅長學習、做菜。和人兩眼相對會感到不自在，不會積極與人交談。
以前曾看到一隻被拋棄的貓，當時正下著大雨，於是跑去買傘，回來發現步一個人淋著雨，把傘讓給貓撐，因而對步有好感，學園祭前一個人留下來幫忙步。
擁有「純真靈魂」的最強美迦洛材料而被盯上成為目標(實際上被盯上的是織戶鬥莉王)。
三原佳奈美（聲：美名）
和步同班，籃球社社員。留著茶色及腰長髮，長的很高，流露出溫和氣質的美少女。
個性開朗，常負責炒熱氣氛。
織戶的青梅竹馬，從以前就對他有好感、但時常覺得很煩。
動畫中幫助妙子和友紀思考攻略步的方法。

### 魔装少女
京子（聲：下屋則子）
與春奈同期的魔裝少女。開始時隱藏了魔裝少女的身份，以普通人的身份登場。被大老師作為優秀的學生信賴。實際上卻是連續殺人案的兇手，為了奪取他人的生命及強大的魔力殺人，步也是受害者之一。從夜之王得到與吸血忍者相似的能力。
知道夜之王的過去，並希望幫助他獲得永遠的死亡。與步他們發生幾次衝突。
作為吸血忍者的能力是製造巨大的龍捲風。
之後，被關起來，但企圖想逃走，因為被懲罰讓所有人都遺忘他，所以再度跟步交手，步以一句話，讓京子有勇氣去面對自己的罪過，與步約定絕對不會忘記她。
武器是形狀像日本刀的魔裝鍊器二刀流，強到瑟拉與步兩人聯手都不是對手。
愛麗兒（暱稱大師）（聲：清水愛）
將頭髮綁成雙馬尾，披著白衣，外表看起來比春奈更年幼，在春奈就讀的魔法學校擔任導師。
除了強還擅長兵器開發等研究，連不是自己專門領域的魔法炸彈也能夠做出威力強大的成品。
在韋莉耶是知名的魔裝鍊器製作者，夜之王為了製造魔裝鍊器而企圖綁架她，但實際上這些兵器都是她的青梅竹馬所製，因為韋莉耶是極端女性主義國家，男性做出來的生體寶珠和魔裝鍊器，完全不被放在眼裡，為了讓這些兵器被重視，愛麗兒以自己的名義發表這些成品。
對濫用兵器發動侵略擴大領土的韋莉耶感到不滿，企圖打倒女王並改革韋莉耶，偷偷的挖角擁有強大力量的人、並把魔裝鍊器隱藏起來。
100年前和伙伴一起發動革命，不幸以失敗告終。
認定能對自己性騷擾的人，只有比自己還強的人。
對步有很大的信任。步向外人介紹她時稱為「理惠」。
動畫版在克莉絲回復真身離去後，接任步的班導，原作是首領（惡魔男爵）。
喝碳酸飲料就會醉，喝多會睡著，步說會變親吻狂。
克莉絲（聲：生天目仁美）
左邊頭髮束成螺旋狀，身穿白色歌德蘿莉風的衣服，外表大約十歲左右，十分可愛。
100年前和大師一起發動革命的伙伴之一，同時是大師的老師，最強的魔裝少女。
企圖取得韋莉耶的王位，自認能夠輕易戰勝女王而參加革命，卻慘敗在女王手下，個性和力量被奪走後遭到放逐，之後因為大師沒被受到詛咒，因而有想報復的念頭。
失去力量和個性後變成了沒有個性的中年男子。因為優住在步居住的城市，容易吸引強力的美迦洛和魔裝少女，他利用這點，製作魔力吸引機，打算搶奪強力魔裝少女的力量佔為己有。
喝醉酒時會恢復原本的外表，喜歡到大叔聚集的地方，例如：賣關東煮的攤販。
平常偽裝成步的男性級任老師「栗須猛」（聲優：岸尾大輔），教失去魔力的春奈製作魔力吸引機，在春奈取回魔力後，接收了春奈已經不需要的魔力吸引機，並趁機奪取春奈的魔力。
為了從混和著優的魔力中吸取春奈的魔力，把友紀的魔力控制戒指搶走。
因為是最強的魔裝少女，被當成革命首腦而受到詛咒，才會想要取回魔力向唯一沒被詛咒的大師報復。
除了韋莉耶的女王外，夜之王也曾擊敗過她。弱點是搔癢。跟妮妮是酒友。
莉莉亞·莉莉絲（暱稱：莉莉亞）（聲：本多真梨子）
站在韋莉耶的女王。體型嬌小，身穿華麗洋裝，髮色為金色，頭上帶著王冠。口頭禪是「對不起」。
惡魔男爵表示她的個性是「膽小謙虛」。個性柔弱，但對敵人毫不留情，認為對方會妨礙到自己時會全力排除。莉莉亞表示她和優一樣都是「死亡呼喚者」，只能對外表達出「抱歉」的感情。歷史上第一個魔裝少女，所以其他魔裝少女變身時的咒文內含「想成為女王」的自我暗示。
想打倒取回魔力的克莉絲時，發現克莉絲已經被步打倒了，於是對他產生興趣，為了調查步和友基而出現在他們面前。禁咒詠唱時會陷入無防備狀態，靠著平常抱在身邊，形狀為獅子布偶的魔裝鍊器「風林火喵」發動防禦結界，同時能夠壓制韋莉耶住民的行動，對韋莉耶來說是最強的存在。能夠讓自己的魔裝鍊器不斷進化，每當的強敵出現時，會根據敵人的情報改良自己的魔裝鍊器。能夠使用威力強大的禁咒，以15分鐘詠唱發動消滅範圍廣達美洲大陸程度的攻擊。

### 吸血忍者
首領（聲：大川透）
身穿白衣，沒刮鬍子的男性，在克莉絲取回力量消失後代替她成為步的班導。
理應在100年前死亡的吸血忍者首領，大師的青梅竹馬，魔裝鍊器的製造者，春奈憧憬的惡魔男爵。有個女兒叫「彩香」。
100年前和大師一起發動革命，被女王施了詛咒，經常陷入瀕死狀態。三不五時地吐血，卻編理由來搪塞，例如：醫生說過，我不能……等等。
最強的魔裝少女復活後，為了在克莉絲取回全盛時期力量前殺了她而出現在步的面前。能夠藉由影子移動。
步曾說過：「同樣身為不死族，吸血忍者不管哪個都長著漂亮的臉孔，和殭屍差太多了。」
動畫版在克莉絲回復真身離去後，改為大師接任步班上的導師。
彩香
典型家裡蹲少女，身穿巫女服且戴眼鏡，想法消極，第一人稱用的是「妾身」，口頭禪是「反正──」。因首領遇襲而代替來參加三界高峰會，來到東京後也被人盯上，所以躲進步家中。
會以體術驅靈，似乎有在妖怪耳邊念經，過程也被視為一種表演。是個網路偶像，新單曲是「因受潮灑不出的鹽」。
喜歡的遊戲多為經典但冷門作品，在忍者村裡完全沒有人可以和她聊這些，而步則是稍有涉獵所以談得來，也因此對步抱有好感。剛出現就和步說好成為男女朋友直到高峰會結束。
可以和神祇交談，但多半是聽的一方。神明會和彩香抱怨來祈願的民眾的種種。
擁有「意識連結」的能力，如同字面上可以把大家的想法連接在一起，用於戰鬥中影響十分強大，也因此才擊敗魔裝少女狀態的吸血忍者長老。
因為步的話而改變自己的消極想法，並對於相川步爭奪戰說出了自己的宣言：「反正妾身八成會輸──就算八成會輸，也一定要贏給你看！」。

### 冥界人
妮葛蕾莉亞·妮比羅絲（暱稱妮妮）（聲：小清水亞美）
最強的冥界人，在美迦洛系統中唯一被評定過「S級」的存在。現在住在東京都江東區，是名同人誌畫家。嗜睡症患者，跟別人講話到一半就會忽然睡著。
在美迦洛系統出現前，僅僅一人就能擊退魔裝少女們對冥界的侵略。到人間後跟克莉絲是酒友。
相川為了追尋擊倒克莉絲的方法，曾經幫助她畫原稿，並從原稿的人物動作中，不知不覺間習得了克莉絲的行動模式。
能力是所有魔法無效化，因此對所有魔裝少女來說是最BUG的大魔王。
希望為優畫下快樂結局，想讓封閉心靈的優高興。
唯一能擋下並擊垮韋莉耶女王魔裝鍊器「風林火喵」的人。
下村（聲：瀧澤樹）
步的同班同學，有著外國人般的秀麗長相和藍色瞳孔的日本人，男子籃球社社員。明顯不是日本人外表的他被取了「安德森」這個綽號。
實際上和優一樣是冥界人，很喜歡人類學生生活。是冥界對「相川勢力」的觀察員。
美迦洛系統中被評定為「D級」，魔裝少女空手也可以勝利的程度。能力是精準到毫秒和微米的時間以及距離計算。沒有戰鬥能力。
夜之王（聲：遊佐浩二）
過去被優變成殭屍的存在，能夠製作偽美迦洛，以獨特目的行動的人物。在人類社會中自稱夜野，在寵物店打工。散發著超然氣質，但實際上既殘忍又狡猾。認為死才是真正的安寧，受重傷後與其勉強活著不如讓他死個痛快。
變成殭屍復活後曾和優一起行動事情都能夠做到，卻因此過著褪色的人生，讓唯一能夠殺死殭屍的優殺害他，讓封閉心靈的優傷心是他唯一目的，為此煽動韋莉耶、美迦洛與吸血忍者三大勢力混戰，造成嚴重的破壞，結果優雖然感到憤怒，卻依然下不了手。
戰鬥時能夠在黑霧中自在的自由移動。
比步當了更久的僵屍，可以發揮僵屍的力量到800%以上，優感覺到他的邪惡意志後用言靈要他消失，他卻只有離開而沒有消滅，後來再度出現在優的面前。
曾經超越實力差距，擊敗最強魔裝少女克莉絲，使用搔癢。
能力為黑霧，能讓任何事物穿梭於黑霧之中。缺點是需要足夠的時間召喚黑霧（大約間隔五秒）。擊敗最強魔裝少女克莉絲，便是藉由黑霧。
為了死亡而不惜用各種手段找到優，最後敗給了步，優也決定給他永遠的死亡，並且要求死後幫他變成企鵝（因為他喜歡企鵝）。
杜拜斯
雖稱「冥界之王」，實為冥界小國國王，打扮成落語家的樣子，與凱爾貝洛斯·哈夫組成搞笑二人組「王國」取悅優，跟妮妮一樣，想讓封閉心靈的優高興。登門拜訪優，希望能出面說服前第七深淵成員、別用活人製造最強的美迦洛。
美蓮葛·沙貝利亞
前第七深淵成員之一，暗殺術專家、因具備變化能力而擅長變裝，吸血忍者招式的起源「沙貝利亞流」，使用「沙貝利亞流暗殺格鬥術」，武器是法國麵包。故意要惹封閉心靈的優發脾氣。
開發美迦洛的同時，也開了一家拉麵屋「美蓮葛」，賣點是拉麵搭配法國麵包。
杜拉克
前第七深淵成員之一，與美蓮葛合製美迦洛，想讓封閉心靈的優感到愛。而優感覺他很煩人。

#### 美迦洛
凱爾貝洛斯·萬薩德→哈夫（聲：安元洋貴）
冥界的看門人，是杜賓狗的美迦洛。
為了保護步，代替步正面被京子刺中，而死去。
原為地獄三頭犬，但由於代替步死了一個頭，名稱由萬薩德（one-third）更為哈夫（half）。
角鴞
下村的寵物，實際上是貓頭鷹的美迦洛，和春奈是好朋友。
擁有可以暫時減緩區域內物體動作的能力。
藉由春奈媽媽的靈魂製造。
企鵝
由夜之王的靈魂所創造的,擁有和夜之王相似的能力。
龍蝦
最常出現的美加洛,不過每隻都不一樣。

## 用語
韋莉耶
在異世界由女王莉莉亞·莉莉絲統治的極端女性主義國家，男性除了不能使用魔法(註：惡魔男爵則是罕見能用魔法的韋莉耶男性)，人口也不到兩成。以兵器和魔装少女在異世界侵略、擴大領土。魔裝少女擁有魔力，基本上是不老不死的存在，除極少數死因是疾病過逝的，魔裝少女有90%的死因是戰死，女王會不斷侵略其他異世界的理由，其實是為了仰制人口而採取的策略。
風林火喵
韋莉耶女王莉莉亞所使用的魔裝鍊器，平時像獅子的布偶，施展時變得和美洲獅差不多大；攻擊力及防禦結界魔法密度高，可經女王咒文詠唱使用黑洞縮退、消滅範圍廣達美洲大陸，唯一能與之匹敵的是友紀體內的維涅葛雷特。
冥界
同是異世界國家，也是現世死者靈魂前往的地方，正遭受韋莉耶的侵略中。
吸血忍者
靠吸食活人鮮血，獲得青春與力量的忍者族群。原一族在深山裏過著靜謐的生活，在首領死後，爆發長達百年以上爭奪繼承權的內戰。為了鎮壓內戰，希望藉著優的能力讓首領復活重掌大位。此外，由於吸血忍者能一直保持年輕的身體和外貌，以致族內女性都有不想早早結婚的心態，為了刺激人口增加，因此訂下族內女性只要和男性接吻了，就必須嫁給對方的族規。
美迦洛
在韋莉耶出沒，冥界用來對抗魔裝少女的系統，收集死者靈魂，變成動物形狀的美迦洛都穿著立領學生服，像布偶一般，外表可愛卻十分凶暴。弱點是會被豚骨拉麵湯頭裡的某種物質溶解。
因為美迦洛魔力隨時保持全開，須靠立領學生服封住，否則遲早會死。
需死去的人類、魔裝少女靈魂才可做出真正的美迦洛，只有人類的話僅能做出假美迦洛，但比真貨更凶暴。
動畫版假美迦洛，生性情色，並且會說話，對可愛的女孩子有興趣，能力與氣息比不上真的美迦洛。
生體寶珠
可以讓死者起死回生的人工寶具。如果是活人使用，就可以抵去一次死亡。不過，製作這種東西需要非常龐大的魔力，殺這世界的人所轉換取得魔力不夠，於是京子以殺人方式向夜之王獻祭得到大量的魔力，還有吸血忍者和美迦洛的力量。
第七深淵
過去由隊長、優、妮妮、冥界之王、夜之王、建構美迦洛制度的美蓮葛和杜拉克，所組成的隊伍。
其中有人成為冥界之王，夜之王因此失去夢想與希望，想要尋短、希望被優殺死而幹掉隊長。
在隊長死後，優封閉心靈、離開冥界，前第七深淵成員各自出主意，想讓她取回喜怒哀樂。

## 出版書籍

### 輕小說
- 自2014年1月起，简体中文版小说在中国大陆各销售通路全面下架，代理方天闻角川尚未对此做法进行说明。

| 集數 | 封面角色      | 日文副標題             | 中文副標題            | 富士見書房             | 富士見書房             | 台灣角川       | 台灣角川               | 湖南美术出版社、天聞角川 | 湖南美术出版社、天聞角川 |
| 集數 | 封面角色      | 日文副標題             | 中文副標題            | 發售日期               | ISBN                   | 發售日期       | ISBN                   | 發售日期                 | ISBN                     |
| ---- | ------------- | ---------------------- | --------------------- | ---------------------- | ---------------------- | -------------- | ---------------------- | ------------------------ | ------------------------ |
| 1    | 春奈          |                        | 是的，這是魔裝少女    | 2009年1月20日          | ISBN 978-4-8291-3370-5 | 2010年12月24日 | ISBN 978-986-237-868-7 | 2010年12月25日           | ISBN 978-7-5356-4129-8   |
| 2    | 優            |                        | 對，我是死亡召喚者    | 2009年5月20日          | ISBN 978-4-8291-3405-4 | 2011年2月10日  | ISBN 978-986-237-962-2 | 2011年2月20日            | ISBN 978-7-5356-4249-3   |
| 3    | 瑟拉          |                        | 不，那是會爆炸的      | 2009年9月19日          | ISBN 978-4-8291-3442-9 | 2011年5月6日   | ISBN 978-986-287-078-5 | 2011年5月20日            | ISBN 978-7-5356-4423-7   |
| 4    | 克莉絲        |                        | 嗯，老師是最強的！    | 2010年1月20日          | ISBN 978-4-8291-3481-8 | 2011年8月13日  | ISBN 978-986-287-133-1 | 2011年7月20日            | ISBN 978-7-5356-4558-6   |
| 5    | 娑羅室        |                        | 是啊，我的達令真窩囊  | 2010年5月20日          | ISBN 978-4-8291-3524-2 | 2011年9月22日  | ISBN 978-986-287-298-7 | 2011年9月20日            | ISBN 978-7-5356-4725-2   |
| 6    | 平松妙子 友基 |                        | 是的，她們都是新娘    | 2010年10月20日         | ISBN 978-4-8291-3574-7 | 2011年11月23日 | ISBN 978-986-287-436-3 | 2011年11月5日            | ISBN 978-7-5356-4798-6   |
| 7    | 妮妮 春奈     |                        | 對──這是睡著的胸部    | 2011年1月20日          | ISBN 978-4-8291-3605-8 | 2012年2月1日   | ISBN 978-986-287-524-7 | 2012年1月5日             | ISBN 978-7-5356-4955-3   |
| 8    | 莉莉亞        |                        | （附DVD限定版）       | 2011年6月10日          | ISBN 978-4-8291-9764-6 | 2012年5月4日   | ISBN 978-986-287-695-4 | 2012年3月20日            | ISBN 978-7-5356-5171-6   |
| 8    | 莉莉亞        | 是的，很抱歉吻了你     | 2011年6月18日         | ISBN 978-4-8291-3650-8 |                        | 2012年5月4日   | ISBN 978-986-287-695-4 | 2012年3月20日            | ISBN 978-7-5356-5171-6   |
| 9    | 京子          |                        | 是的，祝（咒）你幸福♥ | 2011年11月19日         | ISBN 978-4-8291-3701-7 | 2012年8月9日   | ISBN 978-986-287-855-2 | 2012年6月5日             | ISBN 978-7-5356-5333-8   |
| 10   | 春奈          |                        | （附DVD限定版）       | 2012年4月25日          | ISBN 978-4-8291-9766-0 | 2012年10月26日 | ISBN 978-986-287-973-3 | 2013年4月5日             | ISBN 978-7-5356-6116-6   |
| 10   | 春奈          | 是的，雖然我討喜又可愛 | 2012年5月19日         | ISBN 978-4-8291-3761-1 |                        | 2012年10月26日 | ISBN 978-986-287-973-3 | 2013年4月5日             | ISBN 978-7-5356-6116-6   |
| 11   | 美蓮葛        |                        | 是的，這是蛋白霜      | 2012年10月20日         | ISBN 978-4-8291-3811-3 | 2013年7月17日  | ISBN 978-986-325-304-4 | 2013年8月5日             | ISBN 978-7-5356-6315-3   |
| 12   | 優            |                        | 是的，我是呼喊愛之人  | 2013年2月20日          | ISBN 978-4-8291-3858-8 | 2013年8月16日  | ISBN 978-986-325-538-3 | 2013年11月20日           | ISBN 978-7-5356-6657-4   |
| 13   | 瑟拉          |                        | 不，我完全沒有印象    | 2013年5月18日          | ISBN 978-4-8291-3887-8 | 2013年12月25日 | ISBN 978-986-325-716-5 |                          |                          |
| 14   | 彩香          |                        | 對，反正我是家裡蹲    | 2013年10月19日         | ISBN 978-4-04-712916-0 | 2014年7月26日  | ISBN 978-986-366-037-8 |                          |                          |
| 15   | 春奈          |                        | 對，兩邊都是我        | 2014年3月20日          | ISBN 978-4-04-070063-2 | 2014年11月21日 | ISBN 978-986-366-229-7 |                          |                          |
| 16   | 愛麗兒        |                        | 哎，最近格外有感      | 2014年8月20日          | ISBN 978-4-04-070272-8 | 2015年5月22日  | ISBN 978-986-366-485-7 |                          |                          |
| 17   | 優            |                        | 是的，我不會死。      | 2014年11月20日         | ISBN 978-4-04-070273-5 | 2015年9月30日  | ISBN 978-986-366-711-7 |                          |                          |
| 18   | 春奈          |                        | 對，我要變回普通人    | 2015年2月20日          | ISBN 978-4-04-070274-2 | 2016年1月30日  | ISBN 978-986-366-936-4 |                          |                          |
| 19   | 優            |                        | 對，不是你！          | 2015年6月20日          | ISBN 978-4-04-070604-7 | 2016年6月16日  | ISBN 978-986-473-156-5 |                          |                          |

### 漫畫
這樣算是殭屍嗎？
| 集數 | 日文副標題              | 中文副標題                | 富士見書房             | 富士見書房             | 台灣角川       | 台灣角川               |
| 集數 | 日文副標題              | 中文副標題                | 發售日期               | ISBN                   | 發售日期       | ISBN                   |
| ---- | ----------------------- | ------------------------- | ---------------------- | ---------------------- | -------------- | ---------------------- |
| 1    |                         | 是的，這是漫畫第1集       | 2010年8月9日           | ISBN 978-4-04-712679-4 | 2011年3月31日  | ISBN 978-986-287-097-6 |
| 2    |                         | 嗯，這是逼真的第2集       | 2011年1月8日           | ISBN 978-4-04-712707-4 | 2011年5月25日  | ISBN 978-986-287-182-9 |
| 3    |                         | 不，這是愛慕的第3集       | 2011年4月9日           | ISBN 978-4-04-712719-7 | 2012年2月22日  | ISBN 978-986-287-544-5 |
| 4    |                         | 咦，這是「搖波」的第4集？ | 2011年12月8日          | ISBN 978-4-04-712763-0 | 2012年6月16日  | ISBN 978-986-287-767-8 |
| 5    |                         | 咦？第5集是學園天國？     | 2012年5月6日           | ISBN 978-4-04-712796-8 | 2012年11月23日 | ISBN 978-986-325-063-0 |
| 6    |                         | （附Blu-ray限定版）       | 2012年10月20日         | ISBN 978-4-8291-9764-6 | 2013年6月22日  | ISBN 978-986-325-422-5 |
| 6    | 喂喂！這是LH的第6集嗎？ | 2012年11月9日             | ISBN 978-4-0471-2838-5 |                        | 2013年6月22日  | ISBN 978-986-325-422-5 |
| 7    |                         | 是的，這是小即正義的第7集 | 2013年5月9日           | ISBN 978-4-04-712870-5 | 2014年1月16日  | ISBN 978-986-325-740-0 |
| 8    |                         | 我是NO.1的完結篇！！      | 2013年12月9日          | ISBN 978-4-04-712963-4 | 2014年5月17日  | ISBN 978-986-325-965-7 |

這樣算是殭屍嗎？是的，都是你的新娘
| 冊數 | 角川書店       | 角川書店               | 台灣角川       | 台灣角川               |
| 冊數 | 發售日期       | ISBN                   | 發售日期       | ISBN                   |
| ---- | -------------- | ---------------------- | -------------- | ---------------------- |
| 1    | 2011年3月10日  | ISBN 978-4-04-712679-4 | 2012年6月26日  | ISBN 978-986-287-781-4 |
| 2    | 2011年9月22日  | ISBN 978-4-04-715784-2 | 2012年8月16日  | ISBN 978-986-287-885-9 |
| 3    | 2012年4月26日  | ISBN 978-4-04-120204-3 | 2012年12月15日 | ISBN 978-986-325-123-1 |
| 4    | 2012年10月26日 | ISBN 978-4-04-120441-2 | 2013年4月26日  | ISBN 978-986-325-338-9 |
| 5    | 2013年5月24日  | ISBN 978-4-04-120696-6 | 2014年1月8日   | ISBN 978-986-325-768-4 |

漫畫精選輯
| 封面角色      | 日文副標題 | 中文副標題                     | 富士見書房    | 富士見書房             | 台灣角川       | 台灣角川               |          |
| 封面角色      | 日文副標題 | 中文副標題                     | 發售日期      | ISBN                   | 發售日期       | ISBN                   |          |
| ------------- | ---------- | ------------------------------ | ------------- | ---------------------- | -------------- | ---------------------- | -------- |
| 瑟拉 優 春奈  |            | 是的，這是超特級加量版         | 2011年4月9日  | ISBN 978-4-04-712719-7 | 2012年12月19日 | ISBN 978-986-325-112-5 |          |
| 步（偽） 春奈 |            | 不，話說這誰啊！？             | 2012年3月26日 | ISBN 978-4-04-120161-9 |                | 尚未引進               | 尚未引進 |
| 春奈 優 京子  |            | 是的，這是巨無霸加量版再來一碗 | 2012年6月9日  | ISBN 978-4-04-712807-1 | 2013年6月15日  | ISBN 978-986-325-445-4 |          |

## 廣播劇CD
廣播劇CD 這樣算是殭屍嗎？
2009年11月30日由MARINE ENTERTAINMENT發行，當時電視動畫尚未製作企劃，所以參與聲優也與後來動畫版不同。包裝仍出自原作畫家之手。
劇本：博惠夏樹
這樣算是殭屍嗎？是的，這是盤面上風波。
2011年2月9日由flying DOG發行，自此為動畫版延伸的廣播劇CD，其中「妄想優會議」三人喧譁模式在電視動畫第2季採用。
劇本：上江洲誠／妄想優：井上喜久子（A）、南央美（B）、古山貴實子（C）
這樣算是盤面上風波（廣播劇CD↑↑）嗎？也真是的！是這樣對吧！
2012年7月4日同樣由flying DOG發行。
劇本：關根聰子、上江洲誠（監修）／慾望紳士美迦洛：若本規夫／妄想優：中島愛

## 電視動畫
在2011年1月10日於獨立UHF放送局及TVQ九州放送開始播放，全12話。配音員的名單已於2010年9月由網絡廣播「木村心一之One Heart With You」公佈。額外附加的第13話，於6月10日連同第8卷小說DVD限定版發售，海外版則是一併收錄。
2011年4月，原作官網發表製作第2季，暫定標題「這樣算是殭屍嗎？地獄變」→「這樣算是殭屍嗎？第二期」，同年11月15日宣布於2012年4月播出。2012年1月5日公開正式標題《這樣算是殭屍嗎？OF THE DEAD》，而第0話隨4月25日發售的第10卷小說DVD限定版推出。第11話則附在10月20日發售的第6卷漫畫Blu-ray限定版。海外版亦一併收錄。

### 製作人員
- 導演：金崎貴臣
- 系列構成、編劇：上江洲誠
- 編劇：森田繁、待田堂子
- 人物設計：田頭忍（日语：田頭しのぶ）
- 道具設計：岩永悦宜
- 佈景設計：青木智由紀
- 總繪畫指導：八尋裕子、森本浩文
- 美術指導：東潤一、市倉敬
- 色彩設計：北爪英子
- 攝影指導：川口正幸、下崎昭（第2季）
- 剪接：松村正宏（JSE（日语：日本映画テレビ編集協会））[24]
- 原創音樂：柿島伸次
- 音樂制作：flying DOG
- 音樂監製：野崎圭一
- 音樂總監：佐藤正和
- 製作人：安田猛、武智恒雄、阿佐美弘恭、土橋哲也、泉川昭男、野田和紀
- 策劃：安田猛
- 監製：蜂屋誠一、沼田知己（第1季）、福田順（第2季）、熊谷宜和、藤田敏、川島誠一、森井巧（第2季）、篠崎文彦（第2季）、豐住政弘（第2季）
- 動畫監製：飯嶋浩次
- 動畫製作：STUDIO DEEN
- 製作：揠苗年助長班（第1季）、瑪特萊茲魔法學校（第2季）

### 主題歌
第1季
片頭曲
- 
作詞、作曲、編曲：manzo／歌：野水 いおり

片尾曲
- 
作詞：中野愛子／作曲、編曲：manzo／歌：山口理惠with manzo

劇中插曲
- （第12話）
歌：娑羅室伐底（合田彩）
- （第12話）
歌：瑟拉芬（日笠陽子）&娑羅室伐底（合田彩）
- （第12話）
歌：春奈（野水 いおり）
- 「素顔」（第12話）
歌：優克莉伍德·海爾賽茲（月宮美鳥）

第2季
片頭曲
- 
作詞、作曲、編曲：manzo／歌：野水 いおり

片尾曲
- 
作詞：山口理惠／作曲、編曲：manzo／歌：山口理惠

劇中插曲
- （第2話）
作詞、作曲、編曲、歌：柿島伸次
- （第2話）
作詞：中野愛子／作曲、編曲：柿島伸吹／歌：友基（金元壽子）
- （第3話）
作詞：中野愛子／作曲、編曲：水野大輔／歌：瑟拉芬（日笠陽子）&娑羅室伐底（合田彩）
- （第4、8話）
作詞、作曲、編曲：manzo／歌：春奈（野水 いおり）
- （第4、7、11話）
作詞：中野愛子／作曲、編曲：水野大輔／歌：娑羅室伐底（合田彩）
- （第6話）
作詞：中野愛子／作曲、編曲：柿島伸吹／歌：平松妙子（山口理惠）
- （第6話）
作詞、作曲、編曲：manzo／歌：野水 いおり
- （第9話）
作詞：中野愛子／作曲、編曲：柿島伸吹／歌：娑羅室伐底（合田彩）

### 各話列表
| 話数  | 日文标题 | 中文标题                                                                              | 劇本              | 分镜              | 演出     | 作画监督                          | 总作画监督        | 妄想優的聲優                                      |
| 第1季 | 第1季 | 第1季                                                                                 | 第1季             | 第1季             | 第1季    | 第1季                             | 第1季             | 第1季                                             |
| ----- | --- | ------------------------------------------------------------------------------------- | ----------------- | ----------------- | -------- | --------------------------------- | ----------------- | ------------------------------------------------- |
| 1     | | 是的，這是魔裝少女                                                                    | 上江洲誠          | 金崎貴臣          | 吉田俊司 |                                   | 八尋裕子          | 三石琴乃                                          |
| 2     | | 不是，這是吸血忍者                                                                    | 上江洲誠          | 金崎貴臣          | 嵯峨敏   | 前澤弘美                          | 森本浩文          | 金井美香                                          |
| 3     | | 對，髮型綁成雙馬尾                                                                    | 待田堂子 上江洲誠 | 井出安軌          | 中山敦史 | 鈴木美音織                        | 八尋裕子          | 金田朋子                                          |
| 4     | | 喂，我是不是很耀眼？                                                                  | 森田繁            | 齊藤哲人          | 吉田俊司 | 浅井昭人                          | 森本浩文          | 皆口裕子                                          |
| 5     | | 對，是京豆腐                                                                          | 森田繁            | 嵯峨敏            | 嵯峨敏   | 日下岳史                          | 八尋裕子          | 興梠里美                                          |
| 6     | | 對，我是召喚死亡者                                                                    | 上江洲誠          | 井出安軌          | 平田礼   | 堀越久美子 加藤万由子             | 森本浩文          | 丹下樱                                            |
| 7     | | 喂，你是哪個國中的？                                                                  | 待田堂子          | 金崎貴臣          | 中山敦史 | 鈴木美音織 八尋裕子               | 八尋裕子          | 松岡由貴                                          |
| 8     | | 是喔，學園之妻                                                                        | 森田繁            | 田頭忍            | 鈴木孝聰 | 森本浩文                          | 森本浩文          | 日高範子                                          |
| 9     | | 沒錯，脫了之後很驚人的                                                                | 待田堂子          | 金崎貴臣          | 吉田俊司 | 工藤裕加                          | 八尋裕子          | -                                                 |
| 10    | | 不，那是會爆炸的                                                                      | 待田堂子          | 井出安軌          | 宇井良和 | 櫻井正明 北原廣大 松尾亞希子      | 森本浩文          | -                                                 |
| 11    | | 對，留在我身邊吧！                                                                    | 森田繁            | 齋藤哲人          | 吉田俊司 | 浅井昭人 清水勝                   | 八尋裕子          | -                                                 |
| 12    | | 是的，還會繼續下去                                                                    | 上江洲誠          | 金崎貴臣          | 中山敦史 | 森本浩文                          | 八尋裕子          | -                                                 |
| 13    | -{えぇ、これが最終回ですか？ - はい、これが1%の奇跡です - ようこそ！危険地帯へ - 一年で一番床を叩かれる日}- | 咦，這是最終回嗎？ - 是的，這是1%的奇蹟 - 歡迎來到危險地帶 - 一年中拍地板最多次的一天 | 待田堂子          | 田頭忍            | 吉田俊司 | 伊藤依織子 松永香苗               | 八尋裕子          | -                                                 |
| 13    | -{えぇ、これが最終回ですか？ - はい、これが1%の奇跡です - ようこそ！危険地帯へ - 一年で一番床を叩かれる日}- | 咦，這是最終回嗎？ - 是的，這是1%的奇蹟 - 歡迎來到危險地帶 - 一年中拍地板最多次的一天 | 上江洲誠          | 齋藤哲人          | 吉田俊司 | 加藤万由子                        | 八尋裕子          | 平野文                                            |
| 13    | -{えぇ、これが最終回ですか？ - はい、これが1%の奇跡です - ようこそ！危険地帯へ - 一年で一番床を叩かれる日}- | 咦，這是最終回嗎？ - 是的，這是1%的奇蹟 - 歡迎來到危險地帶 - 一年中拍地板最多次的一天 | 森田繁            | 金崎貴臣          | 吉田俊司 | 高橋敦子                          | 八尋裕子          | -                                                 |
| 第2季 | |                                                                                       |                   |                   |          |                                   |                   |                                                   |
| 0     | -{はい、アンコールありがとうございます - 水着の価値 プライスレス - いいえ、私は乙女座の女}-                 | 是的，安可大感謝 - 泳衣的價值 無價 - 不是的，我是處女座的女孩                         | 森田繁 待田堂子   | 金崎貴臣          | 中山敦史 | 八尋裕子                          | 八尋裕子          | 久川綾                                            |
| 1     | | 是的，現在再度魔裝變身！                                                              | 上江洲誠          | 金崎貴臣          | 吉田俊司 | 伊藤依織子 淺井昭人               | 八尋裕子          | 井上喜久子                                        |
| 2     | | 嗚呼，再見了我                                                                        | 待田堂子          | 金崎貴臣          | 鈴木考聰 | 武本大介 西山忍                   | 鹽川貴史          | A：井上喜久子 B：南央美                           |
| 3     | Yo！ | Yo！這就是友！情！                                                                    | 森田繁            | 金崎貴臣          | 土屋浩幸 | 金順淵 末廣透 金二星              | 八尋裕子          | A：井上喜久子 B：南央美 C：古山貴實子             |
| 4     | | 不！主人，給我回去                                                                    | 上江洲誠          | 齊藤哲人          | 吉田俊司 | 加藤萬由子 清水勝祐 稻田真樹      | 鹽川貴史          | 南央美 古山貴實子 國府田麻理子                    |
| 5     | | 是的，每年都在流行                                                                    | 關根聰子          | 小島正士          | 中山敦史 | 鈴木美音織                        | 八尋裕子          | 古山貴實子 國府田麻理子 小櫻悅子 月宮美鳥（同化） |
| 6     | | 不素啦，她還沒贏捏                                                                    | 待田堂子          | 田頭忍            | 鈴木考聰 | 森本浩文 淺井昭人                 | 鹽川貴史          | 國府田麻理子 小櫻悅子 橫山智佐                    |
| 7     | | 嗯，老師是最強的！                                                                    | 森田繁            | 金崎貴臣          | 土屋浩幸 | 西山忍 武本大介                   | 八尋裕子          | 月宮美鳥 小櫻悅子 橫山智佐 飯塚雅弓               |
| 8     | | 呼，跟京子聯誼了！                                                                    | 上江洲誠          | 金崎貴臣          | 吉田俊司 | 森本浩文                          | 鹽川貴史          | 橫山智佐 飯塚雅弓 島本須美                        |
| 9     | | 是啊，我的達令真窩囊                                                                  | 關根聰子          | 小島正士          | 中山敦史 | 清水勝祐 淺井昭人                 | 八尋裕子          | 飯塚雅弓 島本須美 堀江由衣                        |
| 10    | | 不過，這樣就好                                                                        | 上江洲誠          | 齋藤哲人          | 吉田俊司 | 草刈大介 鵜池一馬 清水勝祐 西山忍 | 鹽川貴史 八尋裕子 | 島本須美 堀江由衣 佐久間玲                        |
| 11    | | 是的，非常適合                                                                        | 待田堂子          | 小島正士 齋藤哲人 | 鈴木考聰 | 清水勝祐 臼田美夫 浅井昭人        | 八尋裕子          | 小林優                                            |

### 播放電視台
日本深夜動畫：下文記載的日本国内播放時間使用日本標準時間（UTC+9）表示。因為部分時間标识會採用30小时制，因此請留意这类超过24:00的时间，其實際播放時間為翌日清晨。
| 播放地區 | 播放電視台   | 播放日期                | 播放时間                   | 所屬電視網 | 備註                    |
| 第1季    | 第1季        | 第1季                   | 第1季                      | 第1季      | 第1季                   |
| -------- | ------------ | ----------------------- | -------------------------- | ---------- | ----------------------- |
| 埼玉縣   | 埼玉電視台   | 2011年1月10日 - 4月4日  | 星期一 25時30分 - 26時00分 | 獨立UHF局  |                         |
| 岐阜縣   | 岐阜放送     | 2011年1月10日 - 4月4日  | 星期一 25時45分 - 26時15分 | 獨立UHF局  |                         |
| 千葉縣   | 千葉電視台   | 2011年1月10日 - 4月4日  | 星期一 26時00分 - 26時30分 | 獨立UHF局  |                         |
| 兵庫縣   | SUN電視台    | 2011年1月10日 - 4月4日  | 星期一 26時10分 - 26時40分 | 獨立UHF局  |                         |
| 京都府   | 京都放送     | 2011年1月11日 - 4月5日  | 星期二 25時00分 - 25時30分 | 獨立UHF局  |                         |
| 三重縣   | 三重電視台   | 2011年1月11日 - 4月5日  | 星期二 26時50分 - 27時20分 | 獨立UHF局  |                         |
| 東京都   | TOKYO MX     | 2011年1月11日 - 4月5日  | 星期二 27時00分 - 27時30分 | 獨立UHF局  |                         |
| 神奈川縣 | 神奈川電視台 | 2011年1月12日 - 4月6日  | 星期三 25時45分 - 26時15分 | 獨立UHF局  |                         |
| 福岡縣   | TVQ九州放送  | 2011年1月12日 - 4月6日  | 星期三 26時43分 - 27時13分 | 東京電視網 |                         |
| 日本全域 | NICONICO频道 | 2011年1月13日 - 4月7日  | 星期四 0時00分更新         | 网络电视   | 最新話免费1周           |
| 日本全域 | AT-X         | 2011年1月17日 -         | 星期一 23時30分 - 24時00分 | 卫星电视   |                         |
| 第2季    |              |                         |                            |            |                         |
| 東京都   | TOKYO MX     | 2012年4月4日 - 6月6日   | 星期三 25時00分 - 25時30分 | 獨立UHF局  |                         |
| 福岡縣   | TVQ九州放送  | 2012年4月4日 - 6月6日   | 星期三 26時48分 - 27時18分 | 東京電視網 |                         |
| 兵庫縣   | SUN電視台    | 2012年4月5日 - 6月7日   | 星期四 24時35分 - 25時05分 | 獨立UHF局  |                         |
| 岐阜縣   | 岐阜放送     | 2012年4月5日 - 6月7日   | 星期四 25時45分 - 26時15分 | 獨立UHF局  |                         |
| 三重縣   | 三重電視台   | 2012年4月5日 - 6月7日   | 星期四 26時20分 - 26時50分 | 獨立UHF局  |                         |
| 日本全域 | BS11         | 2012年4月5日 - 6月7日   | 星期四 27時00分 - 27時30分 | 衛星電視   | 第1季未放送、ANIME+節目 |
| 千葉縣   | 千葉電視台   | 2012年4月6日 - 6月8日   | 星期五 25時30分 - 26時00分 | 独立UHF局  |                         |
| 神奈川縣 | tvk          | 2012年4月8日 - 6月10日  | 星期日 24時30分 - 25時00分 | 独立UHF局  |                         |
| 埼玉縣   | 埼玉電視台   | 2012年4月8日 - 6月10日  | 星期日 24時30分 - 25時00分 | 独立UHF局  |                         |
| 日本全域 | AT-X         | 2012年4月13日 - 6月15日 | 星期五 23時30分 - 24時00分 | CS放送     | 有重播                  |

## 參註
1. 1 2  Browne, Nicoletta Christina. . THEM Anime reviews.   [2017-08-06]. （原始内容存档于2017-08-07）.
2. ↑  Hanley, Andy. . UK Anime Network. 2012-04-10  [2021-02-09]. （原始内容存档于2012-04-23）.
3. ↑  日語中男性第一人稱。
4. ↑  原文為日語男性訓讀念法。
5. ↑  原作官網人物介紹；但動畫版卻變成身材姣好不輸瑟拉。
6. ↑  取自「下」的英文＝Under、「村」的日文音讀＝son，這兩字的日文發音。
7. ↑  由於改書名，故中國大陸版本無中文副標題。
8. ↑  GAMERS店鋪特典封面：優（兔女郎）
9. ↑  GAMERS店鋪特典封面：春奈（泳裝）
10. ↑  GAMERS店鋪特典封面：克莉絲（泳裝）
11. ↑  附DVD限定版封面：泳裝；GAMERS店鋪特典封面：平松妙子（附DVD限定版）、娑羅室（裸圍裙，通常版）
12. ↑  GAMERS店鋪特典封面：京子（造型不同）
13. ↑  附DVD限定版封面：上半身全裸，通常版：另套戰鬥裝；簽名會特典封面：移植自「DRAGON MAGAZINE」7月號封面；GAMERS店鋪特典封面：友基（全裸，附DVD限定版），瑟拉（入浴，通常版）
14. ↑  GAMERS店鋪特典封面：步女體化（貓耳內衣裝扮）
15. ↑  GAMERS店鋪特典封面：步女體化（性感裝扮）
16. ↑  GAMERS店鋪特典封面：娑羅室（裸圍裙）
17. ↑  GAMERS店鋪特典封面：同樣三人但構圖不同
18. ↑  GAMERS店鋪特典封面：優裸身羅杉半掩
19. （日語）
20. 1 2  因此三人在電視動畫第2季劇中對白，先寒暄「好久不見了」。
21. ↑  . . 2011-04  [2012-03-16]. （原始内容存档于2012年3月20日） （日语）.
22. ↑  . . 2011-11-15  [2012-03-14]. （原始内容存档于2012-03-13） （日语）.
23. ↑  . . 2012-01-05  [2012-03-14]. （原始内容存档于2012-01-11） （日语）.
24. ↑   （页面存档备份，存于）（日語）

## 外部連結
- （日語）原作官網 （页面存档备份，存于）
- （日語）電視動畫官網
- （日語）廣播劇CD介紹網頁